# 箕面市立南小学校
箕面市立南小学校（みのおしりつ みなみしょうがっこう）は、大阪府箕面市にある公立小学校。
1952年に箕面町立箕面小学校（現在の箕面市立箕面小学校）の分校として現在地に開設され、その後1953年に独立校となった。

## 沿革
- 1952年（昭和27年）
  - 8月 - 第1期校舎竣工。
  - 9月1日 - 箕面町立箕面小学校分校として開設。第1学年第3学年の児童数283名で開校。
- 1953年（昭和28年）
  - 4月1日 - 箕面町立南小学校として独立開校。
  - 5月 - 第2期校舎竣工。
- 1954年（昭和29年）5月 - 第3期校舎竣工。
- 1955年（昭和30年）2月 - 小野十三郎作詞、川澄健一作曲による校歌制定。
- 1956年（昭和31年）
  - 3月 - 講堂落成（屋内運動場）。
  - 8月 - プール完成。
  - 12月1日 - 箕面町の市制施行により、箕面市立南小学校と改称。
- 1958年（昭和33年）11月 - 給食室新築。
- 1959年（昭和34年）4月 - 大阪府教育委員会から、テレビ教育（視聴覚教育）の実験校に指定される。
- 1963年（昭和38年）9月 - 鉄筋1期校舎竣工。
- 1964年（昭和39年）4月 - 「道徳教育」研究指定校となる。
- 1968年（昭和43年）
  - 3月 - 鉄筋2期校舎竣工。
  - 4月 - 大阪府教育委員会から、同和教育の研究校に指定される。
- 1971年（昭和46年）3月 - 鉄筋3期校舎竣工。
- 1977年（昭和52年）8月 - 鉄筋4期校舎竣工。
- 1978年（昭和53年）3月 - 屋内運動場落成。
- 1982年（昭和57年）3月 - 鉄筋5期校舎竣工。
- 1985年（昭和60年）4月 - 大阪府教育委員会から、口腔衛生の研究校に指定される。
- 1986年（昭和61年）8月 - 北館改修・スロープ竣工。
- 1988年（昭和63年）8月 - 運動場改修。
- 1991年（平成3年）8月 - 北館改修。
- 1997年（平成9年）3月 - 新プール完成。
- 1998年（平成10年）3月 - 防災倉庫設置。
- 1999年（平成11年）
  - 3月 - ドライ方式による新給食室完成。
  - 11月 - 校舎（西館）大規模改修・耐震補強工事。
- 2000年（平成12年）8月 - 校舎（南館）大規模改修・耐震補強工事。
- 2003年（平成15年）11月 - 創立50周年記念事業実施。
- 2007年（平成19年）8月 - 北館改修工事（防水・塗装）。
- 2009年（平成21年）5月 - 校庭の芝生化。
- 2010年（平成22年）8月 - トイレ・体育館改修工事。
- 2013年（平成25年）
  - 7月 - 創立60周年記念航空写真撮影。
  - 8月 - エレベーター設置。
- 2014年（平成26年）8月 - 電子黒板設置。

### この節の出典
- （箕面市立）南小学校の沿革

## 通学区域
- 箕面市 半町1丁目（一部）、半町2丁目（一部）、半町3丁目（一部）、桜3丁目（一部）、桜5丁目（一部）、桜6丁目、桜井、桜ヶ丘2丁目-5丁目。

卒業生は基本的に箕面市立第三中学校に進学する。

## 交通
- 阪急電鉄箕面線桜井駅から、徒歩7分。

## 著名な出身者
- 佐伯順子
- 四方田犬彦